# 97 Pułk Piechoty (II RP)
97 Pułk Piechoty (97 pp) – rezerwowy oddział piechoty Wojska Polskiego II RP.

## Historia pułku
97 pułk piechoty nie występował w organizacji pokojowej wojska. Został sformowany w pierwszej dekadzie września 1939 roku, w I rzucie mobilizacji powszechnej, w miejscowościach: Rokitno, Dawidgródek i Bereźne. Mobilizacja pułku została przygotowana latem 1939 roku. Jednostkami mobilizującymi były:
- batalion KOP „Rokitno” dla dowództwa 97 pp, II baonu 97 pp, kompanii gospodarczej, plutonu łączności, kompanii przeciwpancernej typu II, kompanii zwiadowczej oraz organów kwatermistrzowskich jednostek pozabatalionowych,
- batalion KOP „Dawidgródek” dla I baonu 97 pp,
- batalion KOP „Bereźne” dla III baonu 97 pp[1].

W kampanii wrześniowej oddział walczył w składzie rezerwowej 38 Dywizji Piechoty.

## Organizacja i obsada personalna
| Organizacja i obsada personalna 97 pułku piechoty we wrześniu 1939 roku | Organizacja i obsada personalna 97 pułku piechoty we wrześniu 1939 roku | Organizacja i obsada personalna 97 pułku piechoty we wrześniu 1939 roku |
| Stanowisko etatowe                                                      | Stopień, imię i nazwisko                                                | Uwagi                                                                   |
| dowództwo i organa kwatermistrzowskie jednostek pozabatalionowych       | dowództwo i organa kwatermistrzowskie jednostek pozabatalionowych       | dowództwo i organa kwatermistrzowskie jednostek pozabatalionowych       |
| ----------------------------------------------------------------------- | ----------------------------------------------------------------------- | ----------------------------------------------------------------------- |
| dowódca pułku                                                           | płk dypl. Jerzy Płatowicz-Płachta                                       | †18 IX 1939 Janów                                                       |
| I adiutant                                                              | kpt. piech. Edward Mazurkiewicz                                         | † 1940 Charków                                                          |
| kwatermistrz                                                            | kpt. piech. Zdzisław Tadeusz Stęślicki                                  | niemiecka niewola                                                       |
| I batalion                                                              |                                                                         |                                                                         |
| dowódca batalionu                                                       | mjr piech. Józef Jakub Trzęsiński                                       |                                                                         |
| dowódca 1 kompanii strzeleckiej                                         | kpt. Kazimierz Zaborszczyk                                              |                                                                         |
| dowódca 2 kompanii strzeleckiej                                         | kpt. Antoni Berowski                                                    | 15 IX 1939 ciężko ranny pod Hartfeld                                    |
| dowódca I plutonu                                                       | por. Kazimierz Szemiot                                                  |                                                                         |
| dowódca 3 kompanii strzeleckiej                                         | por. Edward Suchcicki                                                   |                                                                         |
| dowódca 1 kompanii ckm                                                  | kpt. piech. Władysław Witold Chełchowski                                | † 15 IX 1939 Hartfeld                                                   |
| II batalion                                                             |                                                                         |                                                                         |
| dowódca batalionu                                                       | mjr piech. Klemens Karol Maria Rzeppa                                   | † 17 IX 1939                                                            |
| adiutant                                                                | por. piech. Zygmunt Masiulanis                                          |                                                                         |
| dowódca 4 kompanii strzeleckiej                                         | kpt. piech. Alfred Jan Szmidt                                           | † 17 IX 1939 ciężko ranny                                               |
| dowódca 5 kompanii strzeleckiej                                         | por. Szymon Bołtruczuk                                                  |                                                                         |
| dowódca 6 kompanii strzeleckiej                                         | kpt. piech. Władysław Ullman                                            |                                                                         |
| dowódca 2 kompanii ckm                                                  | kpt. Mieczysław Szczepański                                             |                                                                         |
| dowódca plutonu                                                         | ppor. piech. rez. Hilary Jan Krzak                                      | niemiecka niewola                                                       |
| III batalion                                                            |                                                                         |                                                                         |
| dowódca batalionu                                                       | mjr piech. Franciszek II Wrona                                          | PSZ w Wielkiej Brytanii                                                 |
| dowódca 7 kompanii strzeleckiej                                         |                                                                         |                                                                         |
| dowódca 8 kompanii strzeleckiej                                         | kpt. piech. Tadeusz Osmolak                                             | † 1940 Charków                                                          |
| dowódca 9 kompanii strzeleckiej                                         | kpt. piech. Paweł Mieczysław Gdula                                      | † 1940 Charków                                                          |
| dowódca 3 kompanii ckm                                                  | por. piech. Marian Adam Pierzchała                                      | † 1940 Charków                                                          |
| pododdziały specjalne                                                   |                                                                         |                                                                         |
| dowódca kompanii zwiadowczej                                            | por. piech. Stanisław Sołtysiak                                         | † 1940 Charków                                                          |
| dowódca kompanii przeciwpancernej                                       | kpt. piech. Józef Tkacz                                                 |                                                                         |